# Victoriano López Gonzalo
Victoriano López Gonzalo (Terzaga, 23 de març de 1735 - Almansa, 21 de novembre de 1805), eclesiàstic castellà que fou bisbe de Puebla de los Ángeles, de Tortosa i de Cartagena.

## Biografia
Fill de Juan Manuel López i Inés Gonzalo, naix el 23 de març de 1735 a Terzaga, pertanyent a la diòcesi de Sigüenza. Col·legial del Col·legi-Seminari de Sant Bartomeu a la universitat de Sigüenza, estudia Teologia i Filosofia, des de 1750 a 1757, període que coincideix amb l'estada de Francisco Fabián y Fuero, també natural de Terzaga, com a canonge magistral de la catedral i rector del Col·legi de Sant Bartomeu. Amb posterioritat es trasllada a Saragossa, per continuar els seus estudis, i és ordenat prevere.
En 1764, quan és nomenat Francisco Fabián y Fuero bisbe de Puebla de los Ángeles, Victoriano López l'acompanya com a familiar amb el càrrec de secretari. Posteriorment aconsegueix una canongia a la catedral, després fou nomenat governador, i quan el bisbe Francisco Fabián fou traslladat en 1772 a l'arquebisbat de València es manté com a governador de la diòcesi, fins que el 3 de març de 1773 Carles III el nomena bisbe de Puebla de los Ángeles. El 13 de setembre del mateix any és ratificat en el càrrec, i el 6 de març de 1774 és consagrat.
Durant el seu llarg pontificat en Puebla de los Ángeles recorre l'extensa diòcesis, reforma els convents de religioses de la ciutat de Puebla, i en l'antic col·legi de Sant Ildefons, que havia estat dels jesuïtes, funda una casa hospici.
El 13 de gener de 1786 es publica a Madrid la promoció de Victoriano López al bisbat de Tortosa, i en arribar la notícia a Puebla de los Ángeles, a l'abril del mateix any, s'inicia un moviment en la diòcesi per evitar el trasllat, amb una petició al Rei enviada el 26 d'abril, el qual contesta el 12 d'agost accedint a la petició i mantenint el bisbe en la diòcesi de Puebla. De tota manera, la butlla papal ratificant el nomenament havia estat signada el 24 de juliol, i això significava que la permanència del bisbe a Puebla no es podia mantenir molt de temps. Així, el 23 de maig de 1787 Victoriano López surtia de Veracruz en la fragata La Prosperidad cap a Espanya, per ocupar el bisbat de Tortosa.
Al cap de poc d'arribar a Tortosa, a l'octubre de 1787, una forta crescuda de l'Ebre produeix la devastació de camps i cases, i el bisbe concedeix un important ajut econòmic, i a més, estableix una Junta de socors per ajudar els que havien sofert pèrdues.
Establit a Tortosa, millora la disciplina del seu clergat i realitza visites pastorals per la diòcesi, com l'efectuada a Vila-real el 2 de setembre de 1788.
Promogut per Carles IV al bisbat de Cartagena, és confirmat per butlla papal el 14 de desembre de 1789, pren possessió el 25 de febrer de 1790, i fa l'entrada pública a la Catedral de Múrcia el 23 de març del mateix any, sense cap solemnitat per trobar-se malalt.
Sols arribar ha de fer front a una pretesa disgregació de la diòcesi, amb les demandes de Llorca i Chinchilla per erigir-se en bisbats, mentre Cartagena volia que retornara a la seva ciutat la seu, i així tornar a fer coincidir el nom del bisbat i la capital d'aquest. Aquest conflicte venia d'antic, i durant el pontificat de Victoriano López, els plets interposats per Llorca i Cartagena són resolts a favor del bisbe i del capítol. Reforma els estudis del Col·legi Seminari de sant Fulgenci, extensió de les universitats de Granada i Oriola i seminari conciliar alhora, amb unes noves constitucions, i un nou pla d'estudis que troba dificultats en que l'aproven al Consell de Castella, però aquestes noves constitucions, més rigoristes, provoquen una revolta dels estudiants seglars, aconseguint la substitució del rector. Durant els seus anys dirigint la diòcesi realitza diverses visites pastorals: a l'estiu de 1791, Jorquera i els pobles del voltant; a l'estiu de 1793, Llorca, Mazarrón i llocs de la serra de Segura; visita Almansa en 1799 i 1802, i aquest darrer any també visita Villena; i en desembre de 1804 es troba en el Albujón.
Estigué molt implicat no sols en la millora de les condicions espirituals i doctrinals dels fidels al seu càrrec, sinó també en la millora de les condicions de vida dels seus diocesans: Millorà els camins que sortien de Múrcia, els murs per prevenir les inundacions del Segura, reedificà la presó, mantingué els hospitals de Múrcia i Cartagena, establí fàbriques tèxtils a Molina de Segura i la Alberca, restaura la Casa d'Expòsits de Múrcia, ajudà a mantenir el preu del blat en anys de fam amb ajuts en l'abastiment, i distribuí 500.000 rals entre les famílies afectades pel trencament de la presa d'aigua de Puentes, de Llorca, de 1802.
Promou la defensa del Rei i del regne front a l'amenaça que representava la revolució francesa en la Guerra de la Convenció (1793-1795), amb rogatives públiques i la redacció de cartes pastorals.
Amb la salut trencada, i patint el clima de Múrcia amb estius càlids i hiverns humits, busca altres llocs com la Alberca i Almansa, per a passar llargues temporades. I estant en Almansa, mor el 21 de novembre de 1805, les exèquies foren el 25, i fou soterrat a l'església de l'Assumpció, a la capella de Sant Jaume, al costat de l'Epístola. En la catedral de Múrcia, els funerals per la seva ànima se celebren els dies 18, 19 i 20 de juny.

## Obra
- D. Victoriano Lopez Gonzalo... Obispo de la Puebla de los Angeles... Con el justo fin de impedir en quanto fuese posible la frecuencia de los Delitos... Clemente XIV... a instancia de... Carlos Tercero... se sirvió expedir... un Breve... por el qual... manda... que... les fuesen insinuadas, en cada ciudad... una ô â lo mas dos Iglesias o lugares Sagrados... y el Sagrado Asilo... Usando pues de esta facultad con arreglo a lo prevenido... por el presente elegimos y señalamos para Asilo de Sagrada Inmunidad en nuestra Capital de la Puebla las Parroquias... que desde el día de la Publicacion de este Edicto, tampoco gozarà del Privilegio de Inmunidad y Asilo Nuestra Santa Iglesia... (1774).[28][29] Edicte.
- Edicte manant recollir la primera edició del llibre Carta a una religiosa (1774).[30]
- D. Victoriano Lopez Gonzalo,... A nuestros venerables párrocos, sus tenientes ó vicarios, jueces eclesiásticos, confesores, predicadores, y demas fieles de este nuestro obispado... (1777).[31] Carta pastoral recordant que el contraban és pecat.[32]
- D. Victoriano Lopez Gonzalo,... A nuestro provisor y vicario general, y a nuestros vicarios jueces eclesiásticos foraneos ... (1778).[33] Edicte.
- Método curativo que puede contribuir para precaver en mucha parte las desgracias que ocasiona la actual epidemia de viruelas á los pobres que las padecen en los pueblos y campos, y carecen de médicos que gobiernen prudentemente su curacion ... (1779).[34]
- D. Victoriano López Gonzalo,... A todos los Fieles a quienes tocar pueda, Salud en Nuestro Señor Jesu-Christo, que es la verdadera salud...  (1784).[35]
- D. Victoriano López Gonzalo,... a todos nuestros muy amados fieles de este nuestro Obispado, Salud en Nuestro Señor Jesu-Christo, que es la verdadera y eterna... (1786).[36] Carta pastoral de comiat de la diòcesi de Puebla.[37]
- Pastoral de D. Victoriano López Gonzalo exhortant a complir amb les obligacions fiscals i condemnant les preposicions que s'insereixen (1788).[38]
- Carta pastoral sobre abusos i disciplina del clergat (1793).[39]
- Carta pastoral sobre la necessitat de pagar els tributs (1798).[40]
- Carta pastoral sobre abstinència i dejuni (1799).[41]
- Carta pastoral sobre la dignitat de l'estat episcopal (1799).[42]
- Estatuts per al seminari conciliar de sant Fulgenci de Múrcia (1803).[43]
- Carta pastoral sobre les bones formes en els temples i sobre la immodèstia dels vestits (1805)[44]